# Raisonnement
Le raisonnement est un processus cognitif permettant de poser un problème de manière réfléchie en vue d'obtenir un ou plusieurs résultats. L'objectif d'un raisonnement est de mieux cerner (comprendre) un fait ou d'en vérifier la réalité, en faisant appel alternativement à différentes « lois » et à des expériences, ceci quel que soit le domaine d'application : mathématiques, système judiciaire, physique, pédagogie, etc.

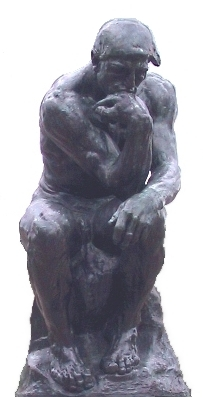
Copie du Penseur de Rodin située au Musée national de Kyōto, Japon.

## Objectifs des raisonnements
On conduit des raisonnements pour des objectifs différents, qui peuvent se combiner :
- prise de décision ;
- test d'une argumentation ;
- conduite d'une démonstration d'un théorème, de la « confirmation » d'une hypothèse ;
- tout en évitant l'erreur et l'illusion[1].

On dit que l’individu effectue des inférences et que le mécanisme d’élaboration de ces inférences s’appelle raisonnement.

## Différents raisonnements
Différentes typologies des raisonnements sont possibles.
Une première échelle de raisonnement est celle qui embrasse la totalité de l'acte réflexif. Pour réfléchir, il faut tout d'abord définir la tâche, puis planifier son exécution et ensuite l'exécuter. Vient alors le temps de la synthèse qui amène à l'évaluation du dispositif et sa possible transposition. On retrouve là les étapes de la gestion mentale définis par Antoine de la Garanderie ou par Guy Sonnois.
Une seconde échelle est celle de la simple planification et exécution de l'acte réflexif. Le raisonnement peut alors être étudié sous une multitude d'angles. Les lignes ci-dessous en abordent quelques-unes.

### Raisonnements formalisé et non formalisé
Un raisonnement est dit formalisé s'il s'énonce dans une langue formelle, obéissant à des règles de syntaxe strictes et évacuant ainsi l'ambiguïté sémantique. Typiquement, les raisonnements mathématiques sont des raisonnements formalisés. Un raisonnement peut également être exprimé en langue naturelle et respecter parfaitement des règles logiques d'inférences. Il existe ainsi des degrés plus ou moins « élevés » de formalisme.

### Raisonnementsa priorieta posteriori
Le raisonnement a priori, dit aussi « analytique », recourt souvent à une formalisation logique pour établir une preuve. Il repose surtout sur des principes et sur une analyse conceptuelle.
À l'opposé des raisonnements a priori, il existe des raisonnements a posteriori reposant sur des « données empiriques ». Celles-ci peuvent être recueillies par expérimentation ou observation. Un raisonnement empirique peut être tout aussi rigoureux qu'un raisonnement analytique.
Descartes affirmait : « Il n’y a pas d’autres voies qui s’offrent aux hommes, pour arriver à une connaissance certaine de la vérité, que l’intuition évidente et la déduction nécessaire ». Il admettait l'importance de l'intuition, importance qui fut reconnue aussi par Spinoza et Bergson.

### Induction, déduction et abduction
(décembre 2017).
L'archétype le plus courant de la pensée logique est apporté par le modèle ancien du syllogisme, aboutissant à des raisonnements « formalisables » selon des règles strictes et irréfutables. En logique, on s'accorde à considérer trois « moyens » de construction du raisonnement :
- la déduction ou raisonnement par déduction ;
- l'induction ou raisonnement par induction ;
- l'abduction ou raisonnement par abduction.

Elles se présentent schématiquement ainsi, en s'appuyant sur les notations classiques de la logique (→ pour l'implication) :
| Déduction |  | Abduction |  | Induction |
| a a→b     |  | b a→b     |  | a b       |
| b         |  | a         |  | a→b       |

La règle de déduction se lit ainsi :
- si a est vrai,
- et si « si a est vrai alors b est vrai » est vrai,
- alors b est vrai.

La règle d'abduction se lit ainsi :
- si b est vrai,
- et si « si a est vrai alors b est vrai » est vrai,
- alors a est vrai.

La règle d'induction se lit ainsi :
- si a est vrai,
- et si b est vrai,
- alors « si a est vrai alors b est vrai » est vrai.

Le processus de construction d'un raisonnement simple consiste à appliquer au moins l'une de ces trois règles sur une théorie initiale ; c'est donc un moyen d'y ajouter de nouvelles propositions.
Un raisonnement est dit déductif s'il ne s'appuie que sur la règle de déduction ; il est dit hypothétique s'il s'appuie sur au moins l'une des règles d'abduction ou d'induction.
Seule la déduction conserve la cohérence d'une théorie : si la théorie initiale est cohérente, alors toute théorie qui en est une conséquence déductive reste cohérente.
Une n-conséquence déductive D d'une théorie initiale I est une théorie obtenue après application d'un nombre quelconque mais fini de déductions sur I.
La clôture déductive D d'une théorie initiale I est sa n-conséquence déductive, n étant infini.
Une théorie est dite maximalement cohérente (ou cohérente au sens de Hilbert) si sa clôture déductive ne contient pas la proposition faux.
Dans la plupart des systèmes du calcul des propositions, on trouve les règles suivantes
| modus ponens |  | modus tollens |
| ------------ |  | ------------- |
| a            |  | ¬b            |
| a→b          |  | a→b           |
| b            |  | ¬a            |

Le modus tollens est considéré en général comme une règle dérivée. La déduction naturelle y ajoute des règles d'introduction et d'élimination. Le calcul des séquents ne considère que des règles d'introduction et en plus la règle de coupure.

## Citations
« Tout notre raisonnement se réduit à céder au sentiment. Mais la fantaisie est semblable et contraire au sentiment ; de sorte qu'on ne peut distinguer entre ces contraires. L'un dit que mon sentiment est fantaisie, l'autre que sa fantaisie est sentiment. Il faudrait avoir une règle. La raison s'offre mais elle est ployable à tous sens. Et ainsi il n'y en a point. », Blaise Pascal.